# Kruzy (województwo podlaskie)
Kruzy – wieś w Polsce położona w województwie podlaskim, w powiecie siemiatyckim, w gminie Perlejewo.
W latach 1975–1998 miejscowość administracyjnie należała do województwa łomżyńskiego.
Wierni kościoła rzymskokatolickiego należą do parafii św. Jana Chrzciciela w Grannym.

## Historia
Kruz to według staropolskiego określenia dzban (naczynie z uchwytem). W roku 1667 miejscowość wymieniona w spisie podatkowym – z Kruzow.
Kruzy zostały założone w ramach dóbr należących do Wodyńskich. Następnie należały do Oborskich. Później w ramach dóbr Rudka stanowiły własność Ossolińskich. 
Mieszkała tu ludność chłopska, pochodzenia polskiego. Chłopi dzierżawili ziemię i jednocześnie odpracowywali pańszczyznę na polach folwarku Kabaćki, leżącego na południe od wsi. W roku 1861 wieś została uwłaszczona.
Według danych z 1902 roku Kruzy znajdowały się w gminie Skórzec. Chłopi gospodarowali na 118. dziesięcinach ziemi uprawnej.
W roku 1921 we wsi było 13 domów i 68 mieszkańców narodowości polskiej i wyznania rzymskokatolickiego.

## Współcześnie
Wieś położona nad rzeką Bug. Funkcjonuje tu kilka małych gospodarstw rolnych. Pozostałe zabudowania są wykorzystywane w znacznym stopniu na potrzeby letniska. W roku 2007 do wsi został doprowadzony wodociąg.
24 maja 2022 r. we wsi zostało zarejestrowane Stowarzyszenie Klangor. Organizacja wspiera i organizuje lokalne aktywności na terenie gminy Perlejewo z głównym naciskiem na nadburzańskie wsie. Obecnie Stowarzyszenie przejęło opieke nad zabytkowym młynem w centrum miejscowości.
W lutym 2024 zostało założone Koło Gospodyń Wiejskich w Kruzach "Kruzowianie"